# Želiezovce
Želiezovce (Hongaars: Zseliz) is een Slowaakse gemeente in de regio Nitra, en maakt deel uit van het district Levice.
Želiezovce telt 7522 inwoners.
De plaats is gelegen op 25 kilometer ten zuiden van de districtshoofdstad Levice. Hier werkte Franz Schubert in 1818 en 1824. Het huis waar hij in die tijd woonde bestaat nog altijd.

## Geschiedenis
In de oudheid was het gebied al bewoond, in de nieuwe tijd woonden hier mensen uit de Bandkeramische cultuur. Verder werden er archeologische vondsten gedaan van bewoning uit de Bronstijd en er zijn resten gevonden van een Germaanse nederzetting uit de 2e tot 3e eeuw. De fundamenten van de Romaanse kerk van de plaats dateren uit de 11e eeuw. In 1274 wordt de plaats voor het eerst in geschriften genoemd onder de naam Selyz.
In de 13e en 14e eeuw is de omgeving in bezit van de Hongaarse stam Hont-Pázmány. In 1345 is er sprake van een eerste adellijke bezitter, de familie Becsei. In 1468 is het bezit overgegaan op de familie Várdai. In 1557 is de plaats een zelfstandig bestuursgebied die wordt geregeerd door de adellijke familie Dessewffy en later ook de familie Esterházy.
De plaats is onderdeel van het Hongaarse comitaat Bars. In 1828 heeft de plaats circa 1300 inwoners. In 1919 nemen de Tsjechen de plaats in nadat Oostenrijk-Hongarije de Eerste Wereldoorlog heeft verloren. In 1920 wordt de plaat in het Verdrag van Trianon toegewezen aan het nieuwe land Tsjecho-Slowakije. In 1938 wordt de Hongaarse claim op het gebied tijdens de Eerste Scheidsrechterlijke Uitspraak van Wenen gehonoreerd. Het gebied zal tot 1945 weer toebehoren aan Hongarije. Na de Tweede Wereldoorlog komt de plaats definitief in andere handen, in 1993 wordt het na de onafhankelijkheid een onderdeel van Slowakije.
In 1960 krijgt Želiezovce stadsrechten. 

## Bevolkingssamenstelling
De bevolking van Želiezovce / Zselíz is in de loop der eeuwen veranderd van een vrijwel geheel Hongaarstalige plaats naar een gedeelde woonplek voor Hongaren en Slowaken. Vanaf het ontstaan van Tsjecho-Slowakije zijn er stelselmatig Slowaken naar het dorp verhuisd om de industrialisering van de plek te ondersteunen en te laten uitgroeien tot een kleine stad. Vanaf de volkstelling van 2011 vormen de Slowaken een meerderheid van de bevolking. 
- 1880: 1972 inwoners, 1803 Hongaarstaligen en 92 Slowaakstaligen;

- 1890: 2205 inwoners, 2044 Hongaarstaligen en 117 Slowaakstaligen;

- 1900: 2367 inwoners, 2312 Hongaarstaligen en 35 Slowaakstaligen;

- 1910: 2301 inwoners, 2274 Hongaarstaligen en 5 Slowaakstaligen;

- 1921: 2681 inwoners, 2316 Hongaren en 262 Tsjecho-Slowaken;

- 1930: 3116 inwoners, 2208 Hongaren, 665 Tsjecho-Slowaken, 101 Joden, 22 Duitsers;

- 1941: 3112 inwoners, 3076 Hongaren en 33 Slowaken;

- 1970: 5485 inwoners, 3032 Hongaren en 2408 Slowaken;

- 1980: 6635 inwoners, 3564 Hongaren en 2989 Slowaken.

Tussen 1986 en 1992 hoorde de plaats Sikenica (Hongaars: Peszektergenye) tot de gemeente.
- 1991: 8373 inwoners, 4482 Hongaren en 3782 Slowaken;

- 2001: 7522 inwoners, 3855 Hongaren en 3543 Slowaken;

- 2011: 7186 inwoners, 3550 Slowaken, 3501 Hongaren;

- 2021: 6756 inwoners, 3570 Slowaken, 2815 Hongaren, 512 personen gaven geen nationaliteit op.